# Parc national de Sariska
Le parc national de Sariska est une réserve de tigres de 850 km² située dans l'État du Rajasthan en Inde.